# Jörg Michael
Jörg Michael, född 27 mars 1963 i Dortmund, är en tysk trumslagare. Han spelar till vardags i det finska powermetal-bandet Stratovarius. Michael spelar med Vic Firth-stockar, Premier-trummor och Meinl-cymbaler. Han har tidigare bland annat varit trummis i Grave digger och i det tyska bandet Axel Rudi Pell.

## Stratovarius
- 1996 – Episode
- 1997 – Visions
- 1998 – Destiny
- 2000 – Infinite
- 2001 – Intermission
- 2003 – Elements Part 1
- 2003 – Elements Part 2
- 2005 – Stratovarius

## Diskografi

### Avenger
- Prayers of Steel (1984)
- Depraved to Black (EP, 1985)

### Rage
- Reign of Fear (1986)
- Execution Guaranteed (1987)
- 10 Years in Rage (1995)

### Der Riss
- They All Do What Their Image Says (EP, 1986)

### 100 Names
- 100 Names (1986)

### The Raymen
- Going Down to Death Valley (1986)
- The Rebel Years (best-of) (1995)

### Metal Sword
- Metal Sword (1986)

### Mekong Delta
- Mekong Delta (1986)
- The Music of Erich Zann (1988)
- Toccata (1989)
- Principle of Doubt (1989)
- Dances of Death (1990)
- Classics (1993)

### X-Mas Project
- X-Mas Project (1986)

### Tom Angelripper
- Ein Schöner Tag (1995)

### Axel Rudi Pell
- Wild Obsession (1989)
- Nasty Reputation (1990)
- Eternal Prisoner (1992)
- The Ballads (1993)
- Between the Walls (1994)
- Made in Germany-Live (1995)
- Black Moon Pyramid (1996)
- Magic (1997)
- Oceans of Time (1998)
- The Ballads II (1999)

### Laos
- Laos (1989)
- We Want It (EP, 1990)
- More than a Feeling (EP, 1993)
- Come Tomorrow (EP, 1993)

### Headhunter
- Parody of Life (1990)
- A Bizarre Gardening Accident (1993)
- Rebirth (1994)

### Schwarzarbeit
- Third Album' (1990)

### Grave Digger
- The Reaper (1993)
- Symphony of Death (EP, 1994)

### Running Wild
- Black Hand Inn (1994)
- Masquerade (1995)
- The Rivalry (1998)

### Glenmore
- For the Sake of Truth (1994)

### House of Spirits
- Turn of the Tide (1994)
- Psychosphere (1999)

### Unleashed Power
- Mindfailure (1997)
- Absorbed (EP, 1999)

### Andreas Butler
- Achterbahn Fahrn (1995)

### Avalon
- Mystic Places (1997)

### Die Herzensbrecher
- Seid Glücklich Und Mehret Euch (1998)

### Andy & The Traceelords
- Pussy! (1998)

### Beto Vázquez Infinity
- Beto Vázquez Infinity (album) (2001)

### Saxon
- Lionheart (2004)

### Kaledon
- Chapter 3: The Way of the light (2005)